# Stachyarrhena heterochroa
Stachyarrhena heterochroa är en måreväxtart som beskrevs av Paul Carpenter Standley. Stachyarrhena heterochroa ingår i släktet Stachyarrhena och familjen måreväxter. Inga underarter finns listade i Catalogue of Life.